# Sveučilišna knjižnica
Sveučilišna knjižnica je samostalna stručna organizacija u sastavu sveučilišta i matična knjižnična institucija za sve ostale jedinice sveučilišnog knjižničnog sustava. To je knjižnica općeznanstvenog tipa i dio je sustava visokog obrazovanja kao znanstvena ustanova.
U mnogim zemljama uz središnju sveučilišnu knjižnicu, knjižnične zbirke smještene su u knjižnicama pojedinih fakulteta (tzv. fakultetske, visokoškolske knjižnice), te knjižnicama pojedinih instituta i istraživačkih ustanova. Sa svojim službama i uslugama namijenjene su znanstvenom istraživanjima sveučilišnih nastavnika i drugih nastavnika, te visokoškolskoj nastavi.

## Knjižnične zbirke
Sveučilišna knjižnica je knjižnica općeznanstvenog tipa koja nabavlja prvenstveno referentnu literaturu, temeljna djela iz svih područja znanosti te građu interdisciplinarnog i multidisciplinarnog karaktera. Prima, obrađuje, pohranjuje i daje na korištenje doktorske i magistarske radove obranjene na matičnom sveučilištu.

## Sveučilišne knjižnice u Hrvatskoj
Sveučilišne knjižnice u Republici Hrvatskoj organizirane su kao središnje knjižnice unutar decentraliziranih knjižničih sustava sveučilišta s većim ili manjim brojem fakultetskih knjižnice i knjižnica samostalnih znanstvenih instituta.
Nacionalna i sveučilišna knjižnica u Zagrebu je središnja knjižnica Sveučilišta u Zagrebu, a kao nacionalna knjižnica matična je knjižnična institucija za sve ostale sveučilišne knjižnice. Kao sveučilišna knjižnica ima zadaću izrade plan razvoja ukupne knjižnične djelatnosti na Sveučilištu u Zagrebu koji, zajedno sa svojim planovima, programima i izvještajima, predlaže znanstveno-nastavnom vijeću Sveučilišta, na ocjenjivanje i odobrenje te prosljeđuje na usvajanje.
| Sveučilišne knjižnice u Hrvatskoj                      | Godina osnutka |
| ------------------------------------------------------ | -------------- |
| Sveučilišna knjižnica u Rijeci                         | 1948.          |
| Sveučilišna knjižnica u Puli                           | 1949.          |
| Sveučilišna knjižnica u Zadru                          | 1956.          |
| Sveučilišna knjižnica u Splitu                         | 1903.          |
| Nacionalna i sveučilišna knjižnica u Zagrebu           | 1607.          |
| Gradska i sveučilišna knjižnica Osijek                 | 1949.          |
| Sveučilišna knjižnica Hrvatskog katoličkog sveučilišta | 2006.          |